# Gekko chinensis
Espèce
Synonymes
- Gecko chinensis Gray, 1842

Statut de conservation UICN

 LC  : Préoccupation mineure
Gekko chinensis est une espèce de geckos de la famille des Gekkonidae.

## Répartition
Cette espèce est endémique de Chine. Elle se rencontre au Fujian, au Guangdong, à Hong Kong, à Hainan, au Guangxi, au Yunnan et au Sichuan.
Sa présence au Viêt Nam est incertaine.

## Étymologie
Son nom d'espèce, composé de chin[a] et du suffixe latin -ensis, « qui vit dans, qui habite », lui a été donné en référence au lieu de sa découverte.

## Publication originale
- Gray, 1842 : Description of some new species of Reptiles, chiefly from the British Museum collection. The Zoological Miscellany, vol. 2, p. 57-59 (texte intégral).